# غريزغورز براون
غريزغورز مايكل براون (بالبولندية: Grzegorz Michał Braun) هو صحفي وكاتب سيناريو ومخرج ومخرج بولندي، ولد في 1 مارس 1967 في تورون في بولندا.

## وصلات خارجية
- غريزغورز براون على موقع IMDb (الإنجليزية)
- غريزغورز براون على موقع ألو سيني (الفرنسية)